# Taksonomski rang
Taksonomski rang u biološkoj klasifikaciji je nivo (relativna pozicija) u taksonomskoj hijerariji. Primeri taksonomskog ranga su vrsta, rod, porodica, i klasa. Svaki rang uključuje u sebi više manje opštih kategorija. Rang vrste, i specifikacija roda kojim vrsta pripada su osnovni, što znači da možda nije neophodno da se navedu drugi rangovi Međunarodni kodeks zoološke nomenklature definiše rang kao:
Nivo, za nomenklaturne svrhe, taksona u taksonomskoj hijerarhiji (npr. sve porodice koje su za nomenklaturne svrhe u istom rangu, koji se nalazi između nadporodice i potporodice,

## Literatura
- Vertebrate palaeontology. Oxford: Blackwell Science. 2005.
- Brummitt, R.K., and C.E. Powell. (1992). Authors of Plant Names. Royal Botanic Gardens, Kew. ISBN 978-0-947643-44-7.
- Robert L. Carroll (1988) "Vertebrate Paleontology and Evolution." W. H. Freeman and Company, New York, Carroll, Robert L. (1988). Vertebrate Paleontology and Evolution. Freeman. стр. 1–698. ISBN 978-0-7167-1822-2.
- Gaffney, Eugene S., and Peter A. Meylan. 1988. "A phylogeny of turtles". In M.J. Benton (ed.), The Phylogeny and Classification of the Tetrapods, Volume 1: Amphibians, Reptiles, Birds, 157–219. Oxford: Clarendon Press.
- International Association for Plant Taxonomy. 2000. International Code of Botanical Nomenclature (Saint Louis Code), Electronic version. Retrieved on 2007-07-21.
- International Association for Plant Taxonomy. 2006. International Code of Botanical Nomenclature (Vienna Code), Electronic version. Retrieved on 2010-08-19.I
- Haris Abba Kabara. Karmos hand book for botanical names..
- Lambert, David. (1990). Dinosaur Data Book. Oxford: Facts On File & British Museum (Natural History). ISBN 978-0-8160-2431-5.
- McKenna, Malcolm C.; Bell, Susan K. (1997). Classification of Mammals Above the Species Level. New York: Columbia University Press. ISBN 978-0-231-11012-9. Приступљено 16. 3. 2015.
- Milner, Andrew. 1988. "The relationships and origin of living amphibians". In M.J. Benton (ed.), The Phylogeny and Classification of the Tetrapods, Volume 1: Amphibians, Reptiles, Birds, 59–102. Oxford: Clarendon Press.
- Novacek, Michael J. 1986. "The skull of leptictid insectivorans and the higher-level classification of eutherian mammals". Bulletin of the American Museum of Natural History 183: 1–112.
- Sereno, Paul C. 1986. "Phylogeny of the bird-hipped dinosaurs (Order Ornithischia)". National Geographic Research 2: 234–56.
- Willis, K.J., and J.C. McElwain. (2002). The Evolution of Plants. Oxford University Press. ISBN 978-0-19-850065-0.
- International Commission on Zoological Nomenclature (1999). International Code of Zoological Nomenclature (4. изд.). International Trust for Zoological Nomenclature, XXIX. стр. 306.